# Adolfo Daniele Speranza
Adolfo Speranza (Castel San Giovanni, 14 luglio 1979) è un ex calciatore italiano, di ruolo centrocampista.

## Caratteristiche tecniche
Centrocampista centrale, è un regista dotato di buone doti tecniche e viene utilizzato davanti alla difesa, per impostare la manovra. Fisicamente minuto, può anche essere impiegato a diretto supporto degli attaccanti o come interno di centrocampo.

## Carriera
Cresciuto nel Fontana Audax di Castel San Giovanni, è passato poi nelle giovanili del Piacenza. Ha debuttato in Serie A il 20 dicembre 1998, entrando in campo durante il recupero della gara vinta contro il Bari per 3-2. Nella stessa stagione partecipa ad un'altra gara di campionato, giocando a partire dal 60' della partita persa sul campo della Sampdoria per 3-2 il 21 febbraio 1999.
Nel 1999 viene ceduto in prestito al Fiorenzuola, con cui esordisce in Serie C2 . Dopo un'altra stagione in prestito, questa volta nelle file della Pro Vercelli (con cui raggiunge i playoff sotto la guida del suo ex allenatore nella Primavera piacentina Maurizio Braghin), sale in Serie B, acquistato in comproprietà dalla Salernitana allenata da Zdeněk Zeman. In Campania gioca 11 partite nel campionato di Serie B 2001-2002, e a fine stagione il Piacenza lo riscatta per cederlo nuovamente in comproprietà all'Ascoli.
Nelle Marche disputa la prima parte della stagione 2002-2003, realizzando un gol in Coppa Italia contro il Pescara, prima di passare in prestito al Chieti in Serie C1. Rientrato ad Ascoli, vi rimane per due stagioni, contribuendo con 15 presenze alla promozione dei bianconeri in Serie A nel 2005. In seguito milita per un'ultima stagione in Serie B con il Pescara, dove rimane vittima di un grave infortunio; nel gennaio 2007 rescinde il contratto e si accasa alla Lucchese, in Serie C1.
La carriera prosegue in Serie C2 e Lega Pro Seconda Divisione con le maglie di Pavia e Rodengo Saiano. Nel 2009 si svincola e, dopo un periodo di prova al Monza, nel febbraio 2010 fa ritorno al Fiorenzuola, in Serie D. Nella stagione 2010-2011 inizia al Cesenatico, per poi trasferirsi all'Arezzo nel gennaio 2011. Riconfermato anche per la stagione 2011-2012, subisce un serio infortunio al menisco che lo tiene lontano dai campi per gran parte della stagione; inizialmente riconfermato per il campionato 2012-2013, si trasferisce in seguito alla Pianese, altra formazione toscana di Serie D.
Scaduto il contratto, il 22 luglio 2013 parte per il ritiro dei calciatori svincolati a Coverciano, organizzato dall'Associazione Italiana Calciatori. Viene successivamente ingaggiato dalla Ribelle di Castiglione di Ravenna, con cui vince il campionato di Eccellenza emiliano-romagnola ottenendo la promozione in Serie D. L'anno successivo passa ai ferraresi dell'Argentana, impegnati nel campionato di Eccellenza.

## Palmarès

### Club

#### Competizioni regionali
- Eccellenza: 1

Ribelle: 2013-2014